# Drew Roy
Drew Roy est un acteur américain né le 16 mai 1986 à Clanton, Alabama.

## Biographie
Drew Roy est né à Clanton, Alabama. Il a déménagé à Los Angeles pour poursuivre une carrière d'acteur.
Drew Roy est apparu dans des projets de films pour la plupart des films indépendants de 2006 à 2008, mais il a marqué un rôle non crédité récurrents dans la série Greek en 2007. En 2009, il décroche un rôle dans la série télévisée iCarly. Il a également joué dans des épisodes d'Hannah Montana, Jesse, l'amoureux de Miley (Miley Cyrus), et est apparu dans Retour à Lincoln Heights (Lincoln Heights). En 2010, il décroche son premier rôle de cinéma en tant que Seth Hancock dans le film Secretariat. Drew Roy joue actuellement dans Falling Skies, produit par Steven Spielberg.

## Filmographie

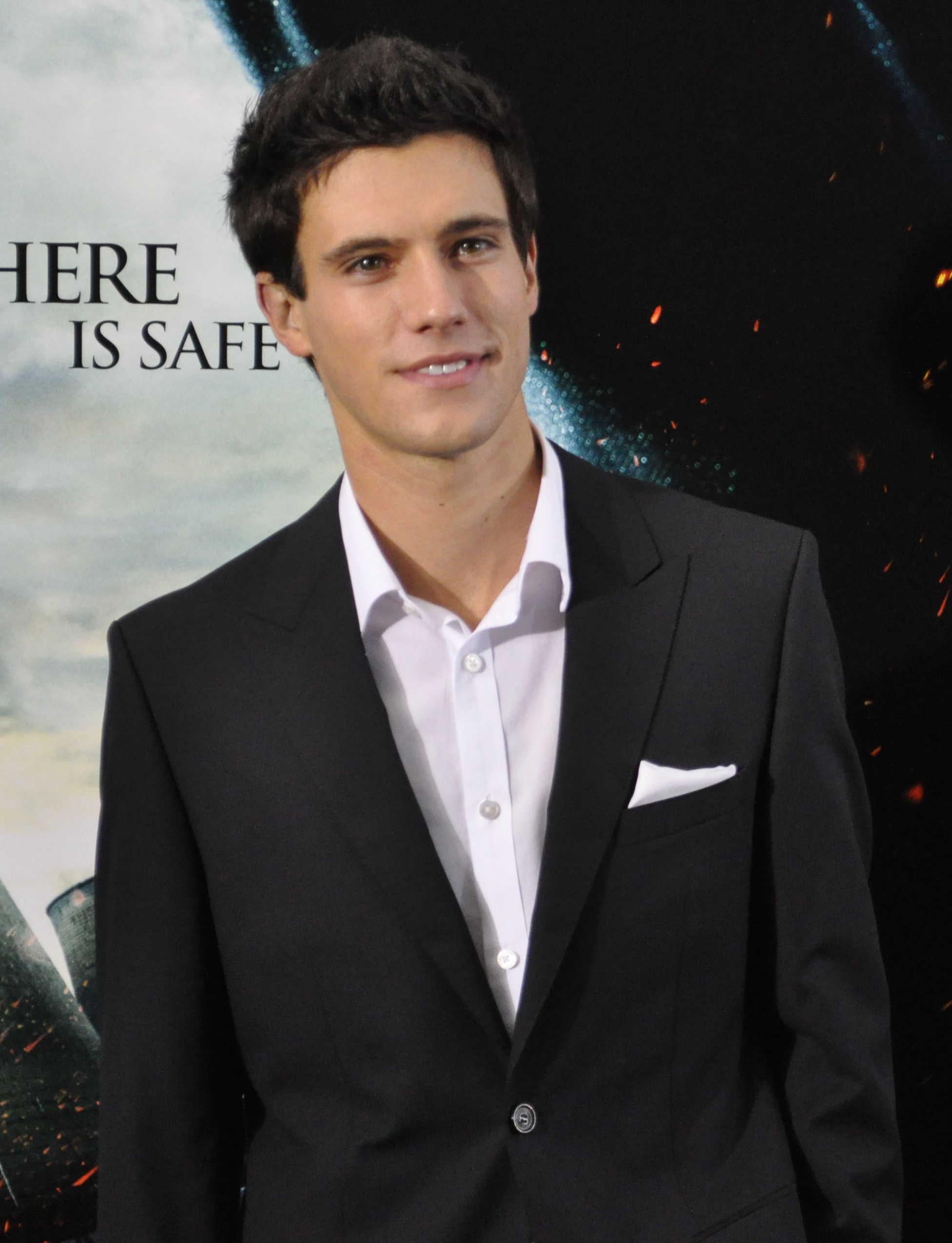
Drew Roy en 2010.

- 2006 : Curse of Pirate Death (vidéo) : Boy Friend
- 2007 : Blink (film) : Jeff
- 2007 : Greek (série télévisée) : Omega Chi Pledge
- 2009 : Tag (film) : Josh
- 2009 : Retour à Lincoln Heights (Lincoln Heights) (série télévisée) : Travis Benjamin
- 2009- 2010 : iCarly (série télévisée) : Griffin
- 2009 : Hannah Montana 3 (série télévisée) : Jesse
- 2010 : Des jours et des vies (série télévisée) : Jordan Brady
- 2010 : Costa Rican Summer (film) : Doobie
- 2010 : Secretariat (film) : Seth Hancock
- 2011 : Hannah Montana Forever (série télévisée) : Jesse
- 2011-2015 : Falling Skies (série télévisée) : Hal Mason (en)
- 2017 : Timeless : Joel Bender
- 2017 : The Last Ship : Christos Vellek
- 2018 : Coaching mortel (Blood, Sweat, and Lies) de Lane Shefter Bishop : Carter